# NGC 6240
NGC 6240 (również IC 4625, PGC 59186 lub UGC 10592) – galaktyka nieregularna znajdująca się w gwiazdozbiorze Wężownika w odległości 350 milionów lat świetlnych. Została odkryta 12 lipca 1871 roku przez Édouarda Stephana.

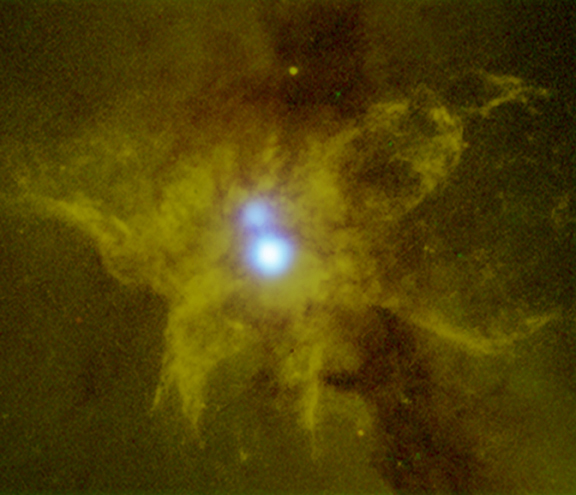
Zdjęcie NGC 6240 wykonane przez teleskop kosmiczny Chandra ukazujące jądro galaktyki

W centrum galaktyki znajdują się trzy czarne dziury. Znalazły się one tam w wyniku zderzenia trzech galaktyk, z których powstała NGC 6240. Kształt całego obiektu został wyraźnie zmieniony, a struktura wirującej spirali znacznie zakłócona.
W galaktyce tej zaobserwowano supernowe SN 2000bg, SN 2010gp i SN 2013dc.